# Castel Fröhlichsburg
Castel Fröhlichsburg (ted.: Fröhlichsburg o Fröhlichsturm) è un castello che si trova a Malles Venosta (BZ).
Il castello fu fatto costruire dai Matsch nel XII secolo, ma passò poi al vescovo di Coira, che ne fece la sede del tribunale.
Deve il suo nome ai signori von Fröhlich, a cui il vescovo cedette il castello nel tardo XVI secolo, quando però il castello aveva già subito una distruzione ad opera di eserciti provenienti dall'Engadina (1499), ed era di fatto già abbandonato. Oggi si possono visitare soltanto i resti del palazzo e della torre cilindrica.